# Candice Crafford
Candice Crafford, née en 1981, est une nageuse sud-africaine.

## Carrière
Candice Crafford remporte la médaille d'or du 100 mètres papillon et du 200 mètres papillon aux Championnats d'Afrique de natation 1998 à Nairobi. Aux Jeux africains de 1999 à Johannesbourg, elle est médaillée d'argent du 100 mètres papillon et du 4 x 100 mètres nage libre,. Aux Championnats d'Afrique de natation 2002 au Caire, elle est médaillée d'or du 100 mètres nage libre et médaillée d'argent du 200 mètres nage libre.